# حصار كوروني

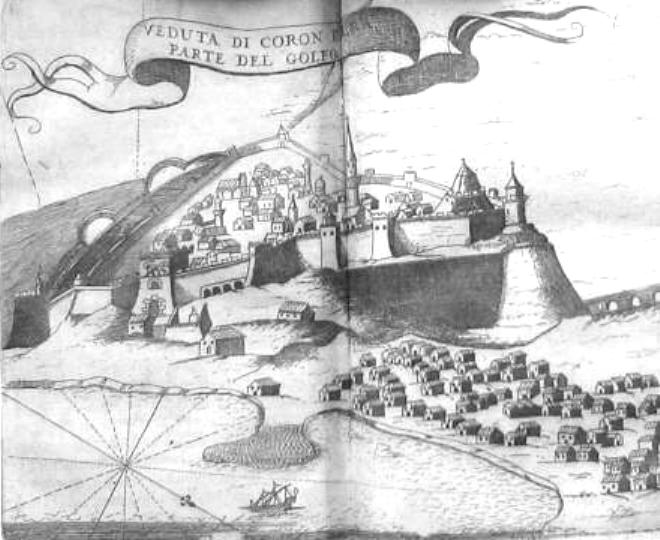
قلعة كوروني عام 1692م.

حصار كوروني كان بين أعوام 1532–1534م، وفيها حوصرت القلعة العثمانية في كوروني بإقليم مينيسا باليونان من قبل قوات إمبراطورية هابسبورغ واستولوا عليها، ثم تم استعادتها عسكريا مرة أخرى من قبل الدولة العثمانية.

## تاريخ

### فتح كوروني
كانت كوروني بحوزته البندقية منذ 1209م، ثم فتحها السلطان بايزيد الثاني بن محمد الفاتح عام 1500م.

### غزوإمبراطورية هابسبورغ
في عام 1532م، أمر إمبراطور هابسبورغ  شارل الخامس (شارلكان) الأميرال الجنوي أندريا دوريا بالهجوم عليها كجزء من تحول عمليات الحرب العثمانية/الهابسبورغية في المجر (1526-1568م).
تمكن أندريا دوريا من الاستيلاء على المدينة واجتياح السواحل المحيطة بها.

### استرداد كوروني
في ربيع عام 1533م، أرسل السلطان العثماني سليمان القانوني 60 سفينة لاستعادة السيطرة على المدينة، فحاصروا الميناء ولكنهم هزموا من قبل أندريا دوريا قائد أسطول جنوة البحري.
ومع ذلك نجح الجيش العثماني في ضرب الحصار حول المدينة، مما اضطرها للاستسلام في 1 نيسان / أبريل 1534م.
سُمح للحامية الإسبانية المنهكة بمغادرة المدينة سالمين.